# Distrikt Ayo
Der Distrikt Ayo liegt in der Provinz Castilla in der Region Arequipa in Südwest-Peru. Der Distrikt wurde am 3. April 1928 gegründet. Er besitzt eine Fläche von 285 km². Beim Zensus 2017 wurden 261 Einwohner gezählt. Im Jahr 1993 lag die Einwohnerzahl bei 355, im Jahr 2007 bei 360. Die Distriktverwaltung befindet sich in der 1956 m hoch gelegenen Ortschaft Ayo mit 210 Einwohnern (Stand 2017). Ayo liegt 50 km nordnordöstlich der Provinzhauptstadt Aplao.

## Geographische Lage
Der Distrikt Ayo liegt in der Cordillera Volcánica im zentralen Osten der Provinz Castilla. Die Flüsse Río Ayo und Río Mamacocha entwässern das Areal nach Süden zum Río Colca, der im äußersten Südosten die Distriktgrenze bildet.
Der Distrikt Ayo grenzt im Süden und im Südwesten an den Distrikt Uñón, im äußersten Westen an den Distrikt Machaguay, im Norden an den Distrikt Andagua, im Nordosten an den Distrikt Chachas, im Osten an den Distrikt Choco sowie im äußersten Südosten an den Distrikt Huambo (Provinz Caylloma).

## Ortschaften
Im Distrikt gibt es neben dem Hauptort folgende größere Ortschaften:
- Acho
- Subna